# 贵飞虱属
贵飞虱属（学名：Guidelphax）为稻虱科的一个属。

## 下属物种
本属包括以下物种：
- 稀齿贵飞虱 Guidelphax oligodontus Ding, 2006